# Саракрек
Саракрек (нидерл. Sarakreek) — коммуна и город в золотодобывающем регионе округа Брокопондо, Суринам.
На перепись 2012 года, в городе жило 3076 человек. Город обслуживает летная полоса Саракрек.

## География
Город расположен на водохранилище Брокопондо и занимает очень много территории в округе Брокопондо (примерно 2/3 территории), но тем не менее, большинство площади коммуны — водная поверхность.
До строительства водохранилища, на юге город доходил до ныне затонувшей деревни Коффиекамп (нидер. Koffiekamp).
На севере коммуна граничит с городом Брокопондо. На востоке, юге и западе, коммуна граничит с округом Сипаливини, а с северо-запада — с пригородом Броунсвега.

## Население
В 2012, согласно лицам из Центрального бюро по гражданским делам, в Саракреке значительно снизилось население — 3076 человек, в сравнении с 4913 людьми в 2004 году. Мароны (60 %) составляют большинство населения города. Люди других национальностей составляют 28 %, китайцы — 3 %, а другие 4 % предпочли не отвечать. Вполне возможно, что мароны составляют больше 90 % населения города, но они не показываются в статистике, так как большая часть маронов предпочитает не отвечать на вопрос о национальности.